# Liste der altkatholisch-orthodoxen Dialogpapiere und Konvergenzerklärungen auf Weltebene
Die Liste der altkatholisch-orthodoxen Dialogpapiere und Konvergenzerklärungen auf Weltebene enthält die Konsenstexte, die von altkatholischen Theologen im Auftrag der Internationalen Altkatholischen Bischofskonferenz der Utrechter Union der Altkatholischen Kirchen und von orthodoxen Theologen im Auftrag des Ökumenischen Patriarchats von Konstantinopel und der chalkedonensischen Orthodoxie in gemeinsamer Ausschussarbeit erstellt wurden. Sie sind Dokumente eines bilateralen Teilaspekts der modernen ökumenischen Bewegung. Veröffentlicht sind sie in der ökumenischen Publikationsreihe Dokumente wachsender Übereinstimmung.
| Titel                                           | Textart und Urheber                                                                                                 | Jahr                      | DwÜ                          |
| ----------------------------------------------- | --- | ------------------------- | ---------------------------- |
| Gotteslehre                                     | Gemeinsame Erklärung der gemischten orthodox-altkatholischen theologischen Kommission, Chambésy/Genf                | 1975                      | Band 1, S. 24                |
| Christologie                                    | Gemeinsame Erklärung der gemischten orthodox-altkatholischen theologischen Kommission, Chambésy/Genf                | 1975 und 1977             | Band 1, S. 30                |
| Ekklesiologie                                   | Gemeinsame Erklärung der gemischten orthodox-altkatholischen theologischen Kommission, Chambésy/Genf, Bonn, Moskau, | 1977, 1979, 1981 und 1983 | Band 1, S. 37, Band 2, S. 22 |
| Soteriologie                                    | Gemeinsame Erklärung der gemischten orthodox-altkatholischen theologischen Kommission, Chambésy/Genf                | 1983                      | Band 2, S. 24                |
| Sakramentenlehre                                | Gemeinsame Erklärung der gemischten orthodox-altkatholischen theologischen Kommission, Amersfoort (NL), Kavala (GR) | 1985 und 1987             | Band 2, S. 30                |
| Eschatologie                                    | Gemeinsame Erklärung der gemischten orthodox-altkatholischen theologischen Kommission, Kavala (GR)                  | 1987                      | Band 2, S. 43                |
| Kirchengemeinschaft: Voraussetzungen und Folgen | Gemeinsame Erklärung der gemischten orthodox-altkatholischen theologischen Kommission, Kavala (GR)                  | 1987                      | Band 2, S. 46                |